# 单鳍猫鲨属
单鳍猫鲨属（学名：Pentanchus）是猫鲨科的一属。

## 下属物种
本属包括以下物种：
- 单鳍猫鲨 Pentanchus profundicolus Smith & Radcliffe, 1912，深水五鳃鲨